# 티머니 (기업)
주식회사 티머니(영어: T-money Corporation)는 대한민국의 전자 금융 기업이다. 본사는 서울특별시 중구 후암로 110(남대문로5가)에 있으며 대표자는 김태극이다. 2007년 3월 1일에는 대전광역시의 교통카드 사업자였던 비자캐시를 인수하였다.

## 같이 보기
- 티머니
- 한꿈이카드
- 2004년 수도권 버스 개편